# Josef Votoček
Josef Votoček (18. června 1875, Jilemnice – 1. listopadu 1932, Liberec) byl první český starosta Horního Růžodolu a zakladatel libereckého Gymnázia a Střední odborné školy v Jeronýmově ulici.

## Život
Narodil se 18. června 1875 v Jilemnici jako syn Josefa a Antonie Votočkových. Do Liberce přišel jako účetní v roce 1889 kde se zapojil do menšinové práce, hlavně v dramatickém oboru České besedy. Roku 1900 koupil hostinec Wilhelmshöhe na rohu ulic Hradební a Tylovy (č. p. 196), který pojmenoval restaurace U Votočků. Vedl o něj, ale několikaletý spor s německou obecní správou.
Po vzniku Československa se Josef Votoček stal členem správní komise a od prvních voleb náměstkem starosty po jehož rezignaci získal místo prvního českého starosty Horního Růžodolu, kde se zasloužil o výstavu budovy, ve které se nachází nynější Gymnázium a Střední odborná škola pedagogická v Jeronýmově ulici. Josef Votoček zemřel 1. listopadu roku 1932 a jeho urna byla pochována na hřbitově v Horním Růžodole, který nechal zřídit za svého starostování.

## Restaurace U Votočků
Restaurace U Votočků byla významným střediskem českých obyvatel z celého okolí, jelikož se tam konaly spolkové
schůze, cvičili zde sokolové a pořádala se tam ochotnická představení. Dokud nebylo postaveno kino Lípa ve Šlikově ulici promítaly se tam také filmy. V suterénu budovy provozoval pan Dojč holičství, v přízemí byl výčep malý sál a v podkroví obytné místnosti. Velký sál byl k budově přistavěn až v roce 1918. Na severní straně přiléhala k domu zahradní restaurace do níž byl vstup i z výčepu.
Po Josefově smrti provozovala jeho žena živnost nadále až do roku 1939 kdy pro paní Votočkovou přijela policie, která ji bez jakéhokoliv vysvětlení nařídila restauraci opustit. A vyvezla ji bez jediného zavazadla za hranice protektorátu. Za okupace se restaurace U Votočků změnila na tábor pro ruské, italské a francouzské
zajatce. A její stav se zhoršil natolik, že se uvažovalo o jejím zbourání. Nakonec byl stržen jen velký sál a
hlavní vchod se přesunul na severní stranu a restaurace se časem změnila na místní osvětovou besedu.